# USS Kentucky (BB-6)
USS Kentucky (BB-6) – amerykański pancernik typu Kearsarge. Drugi okręt United States Navy noszący nazwę pochodzącą od stanu.
Okręt został zwodowany 24 marca 1898 w stoczni Newport News Shipbuilding & Dry Dock Company. Matką chrzestną była pani Christine Bradley, córka gubernatora stanu Kentucky Williama Bradleya. Jednostka weszła do służby 16 maja 1900, pierwszym dowódcą został komandor Colby M. Chester.
26 października 1900 po wyposażeniu w New York Navy Yard USS „Kentucky” popłynął przez Gibraltar i Kanał Sueski na Daleki Wschód. W lutym 1901 dołączył w ten sposób do innych amerykańskich okrętów przydzielonych do Asiatic Station w Manilii. Sześć dni później popłynął do Hongkongu, gdzie 23 marca został okrętem flagowym Eskadry Południowej (ang. Southern Squadron) dowodzonej przez kontradmirała Louisa Kempffa. Przez kolejny rok na czele eskadry pilnował amerykańskich interesów na Dalekim Wschodzie, odwiedzając główne porty Chin i Japonii, w tym Yantai, Dagu, Nankin, Wusong, Hongkong, Xiamen, Nagasaki, Kobe i Yokohamę.
1 marca 1902 kontradmirał Frank F. Wildes, po zastąpieniu admirała Kempffa, także wybrał „Kentucky” na okręt flagowy, ale 7 kwietnia przeniósł swój proporczyk na „Rainbow”. 4 listopada w Jokohamie kontradmirał Robely D. Evans, dowódca Floty Azjatyckiej (ang. Asiatic Fleet), wybrał pancernik na okręt flagowy. Z jego pokładu dowodził amerykańskimi operacjami na Dalekim Wschodzie do wypłynięcia 13 marca 1904 z Manili w kierunku Stanów Zjednoczonych. Po przejściu przez Kanał Sueski i Cieśninę Gibraltarską dotarł 23 maja do Nowego Jorku.
26 października zakończył przegląd w New York Navy Yard i resztę roku spędził na ćwiczeniach taktycznych i manewrach w pobliżu wschodniego wybrzeża USA w składzie Floty Północnego Atlantyku (ang. North Atlantic Fleet). Jesienią 1905 wziął udział w przywitaniu Eskadry Brytyjskiej w Annapolis i Nowym Jorku. Do 23 września 1906 pływał w pobliżu wschodniego wybrzeża USA. Tego dnia w pobliżu Provincetown na pokład weszli marines z „Maine” (BB-10), „Missouri” (BB-11) i „Kearsarge” (BB-5). „Kentucky” wysadził żołnierzy 1 października w Hawanie, gdzie mieli bronić amerykańskich interesów i własności w czasie kubańskiej rewolucji. Okręt pozostawał w pobliżu do 9 października, by wspierać jednostki lądowe. Potem wznowił ćwiczenia bojowe i taktyczne na północnym Atlantyku.
15 kwietnia 1907 odwiedził Norfolk, gdzie uświetnił wystawę Jamestown Exposition i udał się na dalsze ćwiczenia w pobliże wybrzeża Nowej Anglii. Wrócił do Hampton Roads, by dołączyć do Wielkiej Białej Floty składającej się z 16 pancerników. Formacja miała w pierwszej części rejsu popłynąć ze wschodniego na zachodnie wybrzeże USA, a następnie w rejs dookoła świata. Dowódcą Białej Floty był kontradmirał Evans, były oficer flagowy „Kentucky”. Podróż rozpoczęła się 16 grudnia w Hampton Roads od przeglądu okrętów dokonanego przez prezydenta Roosevelta. „Kentucky” znalazł się w drugiej eskadrze. Po postojach w Trynidadzie i Rio de Janeiro okręty przeszły przez Cieśninę Magellana i weszły do Punta Arenas, a następnie Valparaíso. Po zatrzymaniu się w Callao pancerniki przez miesiąc prowadziły ćwiczenia artyleryjskie na wodach Zatoki Magdaleny. Formacja dotarła 14 kwietnia 1908 do San Diego a 7 maja do San Francisco. Dwa miesiące później przeszła przez cieśninę Golden Gate i popłynęła do Honolulu na Hawajach. Następnie odwiedziła Auckland w Nowej Zelandii, gdzie dotarła 8 sierpnia. 20 sierpnia okręty zawitały do Sydney i po tygodniu serdecznego goszczenia udały się do Melbourne.
10 września „Kentucky” opuścił Albany w Australii i przed przejściem przez Kanał Panamski udał się do portów filipińskich, japońskich, chińskich i cejlońskich. 8 stycznia 1909 wyszedł z Port Said i popłynął do Trypolisu i Algieru wraz z Czwartym Dywizjonem. Następnie przeszedł do Gibraltaru, gdzie nastąpiło przeformowanie Białej Floty. 6 lutego wyszedł w rejs do Stanów Zjednoczonych. W czasie wchodzenia do Hampton Roads 22 lutego (w dniu urodzin Waszyngtona) przeszedł ponownie przegląd przeprowadzony przez prezydenta Roosevelta. Tak zakończyła się podróż, w czasie której amerykańskie pancerniki zaprezentowały się mieszkańcom różnych kontynentów oraz zaistniały w świadomości członków Kongresu.
28 sierpnia 1909 po lokalnych operacjach i przejściu remontu w Philadelphia Naval Shipyard pancernik został wycofany ze służby. Ponownie do służby, tym razem w drugiej rezerwie, wszedł 4 czerwca 1912, ale poza rejsem do Nowego Jorku nie wychodził w morze do momentu umieszczenia w rezerwie w stoczni filadelfijskiej 31 maja 1913.
23 czerwca 1915 okręt ponownie wszedł do służby w Filadelfii. 3 lipca popłynął szkolić rezerwistów z Nowego Jorku w rejsie z Long Island do portów Nowej Anglii i zatoki Chesapeake. Następnie wysadził szkolących się w Nowym Jorku i popłynął do Portland, by zabrać rezerwistów z Maine na rejs szkoleniowy. 31 sierpnia wrócił do Filadelfii. 11 września popłynął na wody meksykańskie, by chronić amerykańskie interesy w czasie wydarzeń powiązanych z meksykańską rewolucją. Do Veracruz pancernik dotarł 28 września 1915 i, poza rejsem do Nowego Orleanu na święto Mardi Gras w marcu 1916, do 2 czerwca 1916 patrolował wody w pobliżu wybrzeża meksykańskiego.
W drodze do Filadelfii, gdzie dotarł 18 czerwca, odwiedził zatokę Guantánamo i Santo Domingo. Po odbyciu latem manewrów i ćwiczeń taktycznych na wodach sięgających na północy do Newport 2 października dotarł do Nowego Jorku i pozostawał na North River do końca roku. 1 stycznia 1917 wszedł na naprawy do New York Naval Shipyard i stał w stoczni, gdy Stany Zjednoczone przystąpiły do I wojny światowej. 2 maja dotarł do Yorktown i zaczął służyć jako okręt szkolny. Szkolił rekrutów w rejsach po zatoce Chesapeake i wzdłuż amerykańskiego wybrzeża Atlantyku, sięgając najdalej na północ do cieśniny Long Island. Gdy podpisano zawieszenie broni 11 listopada 1918 szkolił swoją 15. grupę rekrutów. Do tego czasu wyszkolił kilka tysięcy ludzi do służby na okrętach powiększającej się szybko w czasie wojny marynarki wojennej.
20 grudnia „Kentucky” wszedł do Boston Navy Yard na przegląd. Wyszedł ze stoczni 18 marca 1919 na trening przypominający, który odbył w pobliżu zatoki Guantánamo. Następnie uczestniczył w manewrach floty i ćwiczeniach odbywających się na północ od Norfolk w pobliżu wybrzeża Nowej Anglii. 29 maja dotarł do Annapolis, gdzie zabrał na pokład podchorążych. W letni rejs szkolny wyszedł 9 czerwca. Odwiedził Kubę, Wyspy Dziewicze, Panamę, Nowy Jork, Boston i Provincetown. Wrócił do Annapolis 27 sierpnia, by wysadzić kadetów. 30 sierpnia wszedł do Philadelphia Naval Shipyard. Pozostał tam do momentu wycofania ze służby 29 maja 1920. 23 stycznia 1924 został sprzedany Dravo Construction Company z Pittsburgha na złom. Transakcja była przeprowadzona zgodnie z ustaleniami morskiego traktatu waszyngtońskiego.